# KB Fodbold
KB Fodbold, Kjøbenhavns Boldklub (KB) er fodboldafdelingen i den københavnske idrætsforening Kjøbenhavns Boldklub på Frederiksberg. Klubben blev stiftet den 26. april 1876, og er dermed ifølge klubben selv den ældste stadig eksisterende ikke-britiske fodboldklub på det europæiske kontinent.
KB er med sine 15 danmarksmesterskaber i fodbold den klub, som har vundet flest danske mesterskaber, siden turneringen første gang blev afviklet i 1913. KB stiftede i 1991 sammen med Gentofte-klubben B 1903 et fælles førstehold, som fik navnet F.C. København, og har derfor ikke været direkte repræsenteret i den bedste række siden. Til gengæld har F.C. København siden vundet mesterskabet også 15 gange og KB deler således rekorden med 15 mesterskaber med F.C. København.
F.C. København træner i dag på anlægget på Peter Bangs Vej sammen med KB’s ungdomsfodboldspillere, mens KB's børnefodboldspillere træner på Pile Allé.

## Fodboldhistorie
KB blev stiftet som følge af københavnernes spirende interesse for sport, der steg markant gennem midten af 1800-tallet. Navnlig boldspil som lang-, stik- og rundbold var populære, og efterhånden som Københavns Kommune nedbrød voldene og rev byportene ned, fik københavnerne lettere ved at søge ud på bl.a. fælledarealerne med henblik på at dyrke sport og socialt samvær. Klubbens officielle fire stiftere var bogtrykker F. V. Levison, kasserer August Nielsen, samt grossererne Carl Møller og E. Selmer. Blandt stifterne var også cand. jur. Frederik Joachim August Markmann, der sidenhen skulle gå hen og blive den første formand for Dansk Boldspil-Union (DBU), der blev stiftet i 1889. Klubbens medlemmer dyrkede idrætsgrenene på Blegdamsfælleden.
De første tre år spillede man dog kun langbold i klubben. Fodbold kom, sammen med cricket, først på klubbens program i 1879, da den optog medlemmerne af klubben "Football Club" i sin medlemskreds. Det fandt medlemmerne af de to klubber ganske naturligt, da de to klubber alligevel trænede ved siden af hinanden på Blegdamsfælleden, hvorfor der blev knyttet mange sociale bånd mellem KB's og Football Club's medlemmer. Den første fodboldkamp ("Fodboldtspil") blev spillet den 7. september 1879, som led i et større opvisningsstævne. Fra starten af 1879 fik KB's fodboldhold lov til at henlægge deres træning på Rosenborg Eksercerplads ved Rosenborg Slot.
Den første officielle fodboldkamp i Danmark vandt Birkerød Kostskole Boldklub mod KB's juniorer med 4-0.

## Mesterskaber
- Danmarksmesterskabet
  - Vinder (15): 1913-1914, 1917-1918, 1922, 1925, 1932, 1940, 1948-1950, 1953, 1968, 1974, 1980
  - Sølv (12): 1929, 1931, 1939, 1943, 1946-1947, 1954, 1959-1961, 1969, 1979
  - Bronze (7): 1935, 1938, 1942, 1964, 1966, 1973, 1976

- KBU-mesterskaber
  - Vinder (8): 1891, 1897-1898, 1903, 1905, 1910-1912

- Københavnsk pokalmester
  - Vinder (4): 1912, 1913-1914, 1916

- Landspokalturneringen
  - Vinder: 1969
  - Sølv (5): 1958, 1961, 1965-1966, 1984

- Danmarkspokalturneringen
  - Vinder: 1940

- Fair Play Prisen:
  - Vinder: 1979

## Landsholdspillere
| - Henrik Agerbeck - Egon Andersen - Torsten Andersen - Niels Bennike - Vagn Birkeland - Steen Steensen Blicher - Georg Brysting - Svend Aage Castella - Hans Christensen - Eyvind Clausen - Leo Dannin - Ludvig Drescher - Henrik Eigenbrod - Erik Eriksen - Erik Glümer - Poul Graae - Kristian Gyldenstein - Niels Hagenau - Erik Hansen - Finn Alfred Hansen | - Gert Hansen - Jørgen W. Hansen - Palle Hansen - Henning Helbrandt - Niels-Christian Holmstrøm - Ole Højgaard - Jørgen Iversen - Jørn Jegsen - Henning Jensen - Nils Jensen - Per Jensen - Per Funch Jensen - Jørgen Johansen - Helge Jørgensen - Oscar Jørgensen - Aage Jørgensen - Arne Karlsen - Martin Kristensen - Bent Krog - Erik Køppen | - Eli Larsen - Finn Laudrup - Michael Laudrup - Valdemar Laursen - Ivar Lykke - Harald Lyngsaa - Kristian Middelboe - Nils Middelboe - Christian Morville - Niels Møller - Eigil Nielsen - John Nielsen - Poul "Tist" Nielsen - Wilhelm Nielsen - Oskar Nørland - Klaus Nørregaard - Alf Olsen - Arnold Olsen - Flemming Pedersen - Axel Pilmark | - Axel V. Preno - Kurt Præst - Gustaf Pålsson - Ole Qvist - Bjørn Rasmussen - Svend Aage Remtoft - Karl Aage Skouborg - Anders Sørensen - Jørn Sørensen - Niels Sørensen - Ole Sørensen - Jens Torstensen - Georg Taarup - Vilhelm Wolfhagen - Dion Ørnvold |